# Баталин, Иван Андреевич
Ива́н Андре́евич Бата́лин (11 (23) февраля 1844, село Путогино — 1918) — журналист.

## Биография
Родился в селе Путогино Мосальского уезда Калужской губернии. Сын священника.
Окончил Калужское духовное училище (1860), учился в Калужской духовной семинарии (1860―1864), в петербургской Медико-хирургической академии (1864―1867; уволен по прошению) и на юридическом факультете Петербургского университета (1867―1869; не окончил).
Во время нечаевского процесса (1871) «обращал на себя внимание, выдавая себя за агента тайной полиции…»; та же репутация сохранялась за ним и в дальнейшем. Эпизодически выступал как театральный и литературный критик, позднее ― и как беллетрист.
Основным занятием Баталина была журналистика. В 1866 году он печатал в «Санкт-Петербургских ведомостях» судебные репортажи. С конца 1860-х годов сотрудничал с «Петербургской газетой», в 1876―1881 годах был её редактором. Редактор-издатель газеты «Минута» (1880―1890). Пост редактора занимал с перерывами, но, как и в «Петербургской газете», постоянно писал передовые статьи, в основном по внешней политике.
Вёл ежедневный раздел «Минутная беседа», где, освещая внутреннее положение страны, обличал студенческие волнения и деятельность революционеров, осуждая свободу печати, восхищался колониальной политикой царизма. Называл себя сторонником И. С. Аксакова и консерватором; писал, что имеет «слабость и смелость любить отечество более, чем человека вообще и еврейского в особенности» («Минута», 1880).
В 1884―1890 годах был издателем и до 1891 года ― редактором журнала «Колосья», где иногда выступал и как критик, после чего вернулся в «Петербургскую газету», где печатал ежедневные заметки «Отклики дня».
Редактор-издатель журнала «Новое слово» (1894―1895), газеты «Утро» (1896―1897), вёл ежедневные «Утренние беседы». Сотрудничал с газетой «Русское государство» (1906), затем (до 1914) снова в «Петербургской газете». На протяжении многих лет писал также по вопросам коннозаводства.

## В искусстве